# St. Peter (Weiltingen)

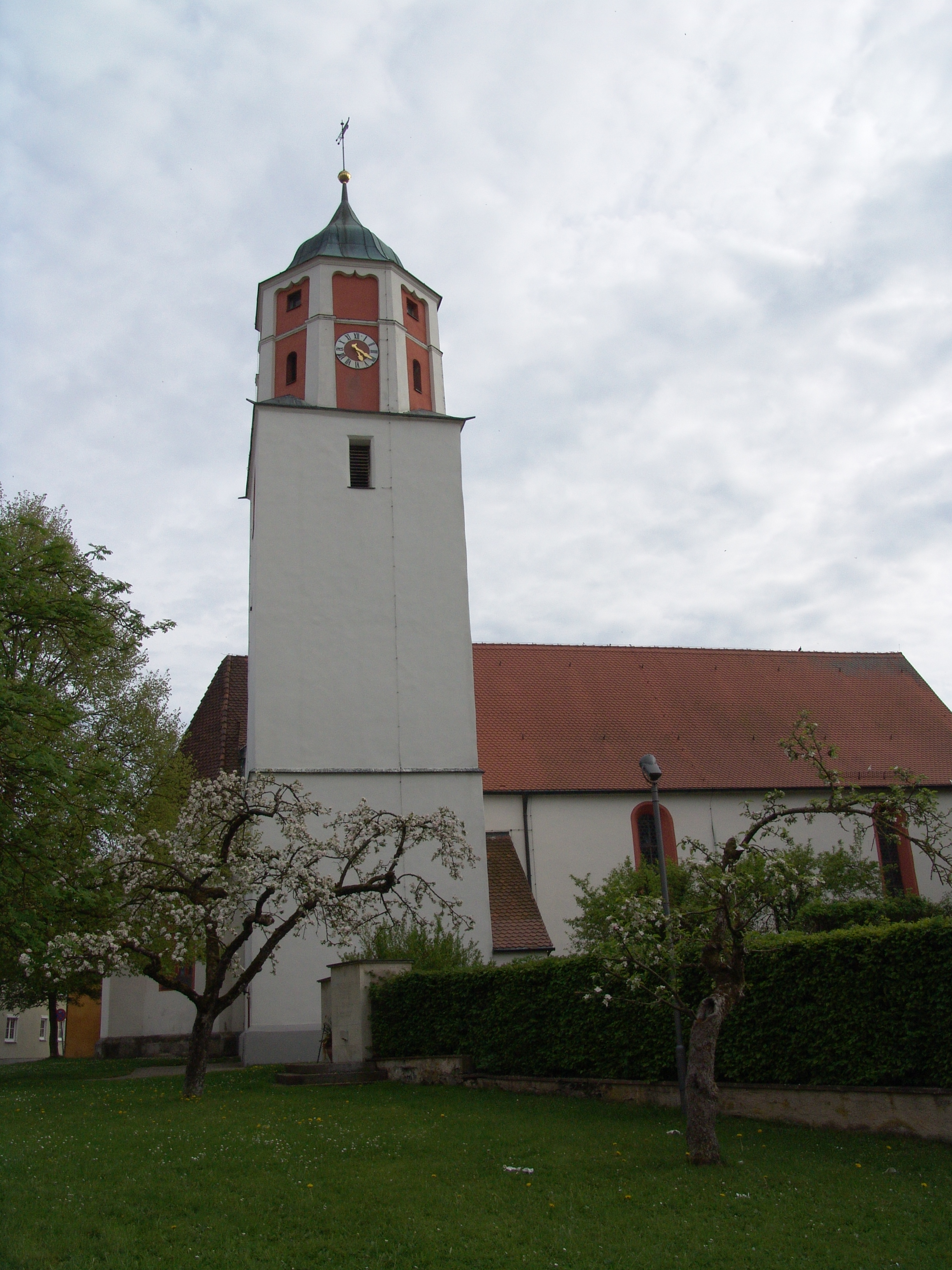
St. Peter (Weiltingen)

Die denkmalgeschützte, evangelisch-lutherische Pfarrkirche St. Peter steht in Weiltingen, einem Markt im Landkreis Ansbach (Mittelfranken, Bayern). Die Kirche ist unter der Denkmalnummer D-5-71-218-22 als Baudenkmal in der Bayerischen Denkmalliste eingetragen. Die Kirchengemeinde gehört zum Dekanat Dinkelsbühl im Kirchenkreis Ansbach-Würzburg  der Evangelisch-Lutherischen Kirche in Bayern.

## Beschreibung
Die Saalkirche wurde im Kern Mitte des 15. Jahrhunderts erbaut. Sie besteht aus einem Langhaus, einem eingezogenen, dreiseitig geschlossenen Chor im Osten und einem Chorflankenturm an dessen Nordwand. Das Langhaus wurde 1675–85 erhöht, nach Westen verlängert und mit einem neuen Satteldach bedeckt. Es ist mit umlaufenden Emporen ausgestattet, deren Brüstungen bemalt sind. Der Chorflankenturm wurde mit einem achteckigen Geschoss aufgestockt, das den Glockenstuhl beherbergt, und mit einer Glockenhaube bedeckt. 
Der Innenraum wird bestimmt durch den Kontrast der Gotik des Chors mit seinen Wandmalereien und dem Barock des Langhauses. Zur Kirchenausstattung gehört ein 1514 gebauter Flügelaltar. Die Außenseiten der Flügel tragen Tafelbilder von Hans Schäufelin. Die Kanzel und das Taufbecken entstanden um 1680. Wesentlichen Anteil an den Umbauarbeiten von 1675 bis 1685 hatte Herzogin Juliana, die damalige Regentin des Herzogtums Württemberg-Weiltingen. Die vermutlich nach den Vorgaben des Hofpredigers Tobias Nißlen (1636–1710) entstandenen Bilder an der Decke hat der Hofmaler Johann Friedrich Dietrich geschaffen. Die Orgel mit 15 Registern, zwei Manualen und einem Pedal wurde 1980 von Günter Ismayr gebaut. Der Prospekt und sechs Register wurden von der 1685 von Paulus Prescher gebauten Orgel übernommen.